# Каракараи (микрорегион)
Микрорегион Каракараи е един от микрорегионите на бразилския щат Рорайма, част от мезорегион Южна Рорайма. По данни от 2006 на Бразилския институт по география и статистика, населението му възлиза на 36.379 жители и е поделен на 3 общини. Територията на микрорегиона е 74.281,558 km².

## Общини (градове)
- Ирасема
- Каракараи
- Мукажаи